# Natação no Campeonato Mundial de Esportes Aquáticos de 2019 - 100 m borboleta masculino
A prova dos 100 metros borboleta masculino da natação no Campeonato Mundial de Esportes Aquáticos de 2019 ocorreu nos dias 26 de julho e 27 de julho, em Gwangju, na Coreia do Sul. 

## Recordes
Antes desta competição, os recordes mundiais e do campeonato nesta prova eram os seguintes:
| Tipo                  | Atleta         | Tempo | Local | Data                |
| --------------------- | -------------- | ----- | ----- | ------------------- |
|                       | Michael Phelps | 49.82 | Roma  | 1 de agosto de 2009 |
| Recorde do campeonato | Michael Phelps | 49.82 | Roma  | 1 de agosto de 2009 |

Os seguintes novos recordes foram estabelecidos durante esta competição. 
| Data        | Prova      | Nadador        | Nacionalidade  | Tempo | Recordes |
| ----------- | ---------- | -------------- | -------------- | ----- | -------- |
| 26 de julho | Semifiinal | Caeleb Dressel | Estados Unidos | 49.50 | ,        |

## Medalhistas
| Ouro                 | Prata                | Bronze             |
| Caeleb Dressel (USA) | Andrey Minakov (RUS) | Chad le Clos (RSA) |

## Cronograma
Todos os horários são locais (UTC+9). 
| Data        | Hora  | Evento        |
| ----------- | ----- | ------------- |
| 26 de julho | 10:00 | Eliminatórias |
| 26 de julho | 20:10 | Semifinal     |
| 27 de julho | 20:43 | Final         |

## Resultados

### Eliminatórias
Esses foram os resultados das eliminatórias. Foram realizadas no dia 26 de julho com início às 10:00. 
| Pos. | Bateria | Raia | Nadador              | Nacionalidade                 | Tempo   | Notas            |
| ---- | ------- | ---- | -------------------- | ----------------------------- | ------- | ---------------- |
| 1    | 9       | 4    | Caeleb Dressel       | Estados Unidos                | 50.28   | Q                |
| 2    | 7       | 2    | Kristóf Milák        | Hungria                       | 51.42   | Q                |
| 3    | 9       | 3    | Andrey Minakov       | Rússia                        | 51.54   | Q                |
| 4    | 7       | 4    | Chad le Clos         | África do Sul                 | 51.58   | Q                |
| 5    | 9       | 5    | Mehdy Metella        | França                        | 51.65   | Q                |
| 6    | 9       | 6    | Vinicius Lanza       | Brasil                        | 51.83   | Q                |
| 7    | 9       | 7    | László Cseh          | Hungria                       | 51.88   | Q                |
| 8    | 8       | 2    | Matthew Temple       | Austrália                     | 51.89   | Q                |
| 9    | 8       | 5    | Jack Conger          | Estados Unidos                | 51.96   | Q                |
| 10   | 7       | 3    | Marius Kusch         | Alemanha                      | 52.05   | Q                |
| 11   | 8       | 3    | James Guy            | Reino Unido                   | 52.06   | Q                |
| 12   | 8       | 6    | Naoki Mizunuma       | Japão                         | 52.23   | Q                |
| 13   | 7       | 1    | Tomer Frankel        | Israel                        | 52.36   | Q                |
| 14   | 7       | 6    | Li Zhuhao            | China                         | 52.44   | Q                |
| 14   | 9       | 1    | Yauhen Tsurkin       | Bielorrússia                  | 52.44   | Q                |
| 14   | 9       | 2    | David Morgan         | Austrália                     | 52.44   | Q                |
| 17   | 7       | 8    | Adilbek Mussin       | Cazaquistão                   | 52.46   |                  |
| 18   | 8       | 9    | Deividas Margevičius | Lituânia                      | 52.55   | Recorde nacional |
| 19   | 7       | 7    | Federico Burdisso    | Itália                        | 52.65   |                  |
| 20   | 8       | 7    | Konrad Czerniak      | Polónia                       | 52.77   |                  |
| 21   | 6       | 2    | Ümitcan Gureş        | Turquia                       | 52.86   |                  |
| 22   | 9       | 8    | Mathys Goosen        | Países Baixos                 | 52.87   |                  |
| 23   | 6       | 4    | Kregor Zirk          | Estónia                       | 52.92   |                  |
| 24   | 7       | 5    | Joseph Schooling     | Singapura                     | 52.93   |                  |
| 24   | 8       | 0    | Josiah Binnema       | Canadá                        | 52.93   |                  |
| 26   | 8       | 4    | Piero Codia          | Itália                        | 53.09   |                  |
| 27   | 8       | 8    | Daniel Martin        | Roménia                       | 53.15   |                  |
| 28   | 6       | 1    | Denys Kesil          | Ucrânia                       | 53.39   |                  |
| 29   | 7       | 9    | Andreas Vazaios      | Grécia                        | 53.41   |                  |
| 30   | 8       | 1    | Ryan Coetzee         | África do Sul                 | 53.46   |                  |
| 31   | 5       | 6    | Mihajlo Čeprkalo     | Bósnia e Herzegovina          | 53.52   | Recorde nacional |
| 32   | 5       | 4    | Chu Chen-ping        | Taipé Chinesa                 | 53.58   |                  |
| 33   | 6       | 6    | Riku Pöytäkivi       | Finlândia                     | 53.62   |                  |
| 34   | 6       | 3    | Yun Seok-hwan        | Coreia do Sul                 | 53.64   |                  |
| 35   | 6       | 5    | Simon Sjödin         | Suécia                        | 53.70   |                  |
| 36   | 5       | 5    | Bradlee Ashby        | Nova Zelândia                 | 53.73   |                  |
| 37   | 6       | 9    | Benjamin Hockin      | Paraguai                      | 53.78   |                  |
| 38   | 5       | 3    | Chan Jie             | Malásia                       | 53.85   |                  |
| 39   | 6       | 8    | Roberto Strelkov     | Argentina                     | 54.11   |                  |
| 40   | 5       | 7    | Yusuf Tibazi         | Marrocos                      | 54.21   |                  |
| 41   | 6       | 0    | Sajan Prakash        | Índia                         | 54.30   |                  |
| 42   | 5       | 8    | Nicholas Lim         | Hong Kong                     | 54.36   |                  |
| 43   | 5       | 0    | Navaphat Wongcharoen | Tailândia                     | 54.38   |                  |
| 44   | 6       | 7    | Glenn Victor Sutanto | Indonésia                     | 54.57   |                  |
| 45   | 1       | 5    | Abbas Qali           | Kuwait                        | 54.67   |                  |
| 46   | 4       | 4    | Cadell Lyons         | Trinidad e Tobago             | 54.79   |                  |
| 47   | 5       | 2    | Steven Amiable       | Senegal                       | 54.94   |                  |
| 47   | 5       | 9    | Abeiku Jackson       | Gana                          | 54.94   |                  |
| 49   | 5       | 1    | Ralph Goveia         | Zâmbia                        | 55.14   |                  |
| 50   | 4       | 6    | Ayman Kelzi          | Síria                         | 55.15   | '                |
| 51   | 4       | 3    | Alireza Yavari       | Irão                          | 55.63   |                  |
| 52   | 4       | 5    | Keanan Dols          | Jamaica                       | 55.66   |                  |
| 53   | 4       | 2    | Teimuraz Kobakhidze  | Geórgia                       | 56.03   |                  |
| 54   | 4       | 1    | Bryan Alvaréz        | Costa Rica                    | 56.04   |                  |
| 55   | 4       | 0    | Jayhan Odlum-Smith   | Santa Lúcia                   | 56.31   |                  |
| 56   | 2       | 5    | Artur Barseghyan     | Armênia                       | 56.52   |                  |
| 57   | 4       | 7    | Seggio Bernardina    | Curaçau                       | 56.54   |                  |
| 58   | 3       | 5    | Yousif Bu Arish      | Arábia Saudita                | 56.58   |                  |
| 59   | 4       | 8    | Yacob Al-Khulaifi    | Catar                         | 56.62   |                  |
| 60   | 3       | 4    | Rami Anis            | Atletas independentes da FINA | 57.26   |                  |
| 61   | 3       | 3    | Jesse Washington     | Bermudas                      | 57.29   |                  |
| 62   | 3       | 8    | Salvador Gordo       | Angola                        | 57.32   |                  |
| 63   | 1       | 3    | Ifeakachuku Nmor     | Nigéria                       | 57.65   |                  |
| 64   | 3       | 7    | Simon Bachmann       | Seicheles                     | 58.06   |                  |
| 65   | 3       | 1    | Bernat Lomero        | Andorra                       | 58.12   |                  |
| 66   | 4       | 9    | Fernando Ponce       | Guatemala                     | 58.26   |                  |
| 67   | 1       | 4    | Abdulla Ahmed        | Brunei                        | 58.44   |                  |
| 68   | 3       | 0    | Collins Saliboko     | Tanzânia                      | 58.82   |                  |
| 69   | 3       | 6    | Davidson Vincent     | Haiti                         | 58.91   |                  |
| 70   | 3       | 2    | Mathieu Marquet      | Ilhas Maurícias               | 1:00.03 |                  |
| 71   | 2       | 1    | Daniel Christian     | Eritreia                      | 1:00.77 |                  |
| 72   | 2       | 3    | Ousmane Touré        | Mali                          | 1:00.81 |                  |
| 73   | 3       | 9    | Emilien Puyo         | Mónaco                        | 1:01.12 |                  |
| 74   | 2       | 2    | Lim Keouodom         | Camboja                       | 1:01.17 |                  |
| 75   | 2       | 8    | Simanga Dlamini      | Essuatíni                     | 1:02.39 |                  |
| 76   | 2       | 4    | Belly-Cresus Ganira  | Burundi                       | 1:03.34 |                  |
| 77   | 2       | 7    | Achala Gekabel       | Etiópia                       | 1:06.40 |                  |
| 78   | 2       | 6    | Irvin Hoost          | Suriname                      | DSQ     | DSQ              |
| 78   | 7       | 0    | Viktor Bromer        | Dinamarca                     | DNS     | DNS              |
| 78   | 9       | 0    | Tomoe Zenimoto Hvas  | Noruega                       | DNS     | DNS              |
| 78   | 9       | 9    | Antani Ivanov        | Bulgária                      | DNS     | DNS              |

### Semifinal
Esses foram os resultados das semifinais. Foram realizadas no dia 26 de julho com início às 20:10 
Semifinal 1
| Pos. | Raia | Nadador        | Nacionalidade | Tempo | Notas |
| ---- | ---- | -------------- | ------------- | ----- | ----- |
| 1    | 4    | Kristóf Milák  | Hungria       | 50.95 | Q     |
| 2    | 5    | Chad le Clos   | África do Sul | 51.40 | Q     |
| 3    | 2    | Marius Kusch   | Alemanha      | 51.50 | Q     |
| 4    | 6    | Matthew Temple | Austrália     | 51.70 | Q     |
| 5    | 7    | Naoki Mizunuma | Japão         | 51.71 |       |
| 6    | 3    | Vinicius Lanza | Brasil        | 51.92 |       |
| 7    | 1    | Li Zhuhao      | China         | 52.00 |       |
| 8    | 8    | David Morgan   | Austrália     | 52.20 |       |

Semifinal 2
| Pos. | Raia | Nadador        | Nacionalidade  | Tempo | Notas            |
| ---- | ---- | -------------- | -------------- | ----- | ---------------- |
| 1    | 4    | Caeleb Dressel | Estados Unidos | 49.50 | Q,               |
| 2    | 5    | Andrey Minakov | Rússia         | 50.94 | Q,               |
| 3    | 3    | Mehdy Metella  | França         | 51.62 | Q                |
| 4    | 7    | James Guy      | Reino Unido    | 51.69 | Q                |
| 5    | 6    | László Cseh    | Hungria        | 51.86 |                  |
| 6    | 2    | Jack Conger    | Estados Unidos | 51.91 |                  |
| 7    | 1    | Tomer Frankel  | Israel         | 52.15 | Recorde nacional |
| 8    | 8    | Yauhen Tsurkin | Bielorrússia   | 52.55 |                  |

### Final
A final foi realizada em 27 de julho às 20:43. 
| Pos.              | Raia | Nadador        | Nacionalidade  | Tempo | Notas            |
| ----------------- | ---- | -------------- | -------------- | ----- | ---------------- |
| Medalha de ouro   | 4    | Caeleb Dressel | Estados Unidos | 49.66 |                  |
| Medalha de prata  | 5    | Andrey Minakov | Rússia         | 50.83 | Recorde nacional |
| Medalha de bronze | 6    | Chad le Clos   | África do Sul  | 51.16 |                  |
| 4                 | 3    | Kristóf Milák  | Hungria        | 51.26 |                  |
| 5                 | 7    | Mehdy Metella  | França         | 51.38 |                  |
| 6                 | 8    | Matthew Temple | Austrália      | 51.51 |                  |
| 7                 | 1    | James Guy      | Reino Unido    | 51.62 |                  |
| 8                 | 2    | Marius Kusch   | Alemanha       | 51.66 |                  |

Legenda
| Recorde mundial       | Recorde mundial (World record)               |                       | Recorde africano                      | Recorde africano (African) |                                           | Q | Classificado por posição (Qualified) |
| Recorde do campeonato | Recorde do campeonato (Championship record)  | Recorde da América    | Recorde da América (Americas)         | q                          | Classificado por melhor tempo (Qualified) |   |                                      |
| Melhor marca do ano   | Melhor marca do ano (World leading)          | Recorde asiático      | Recorde asiático (Asian)              | DNS                        | Não largou (Did not start)                |   |                                      |
| Recorde nacional      | Recorde nacional (National record)           | Recorde europeu       | Recorde europeu (European)            | DNF                        | Não terminou (Did not finish)             |   |                                      |
| Recorde pessoal       | Recorde pessoal do atleta (Personal best)    | Recorde da Oceania    | Recorde da Oceania (Oceania)          | DSQ / DQ                   | Desclassificado (Disqualified)            |   |                                      |
| Recorde da temporada  | Recorde da temporada do atleta (Season best) | Recorde sul-americano | Recorde sul-americano (South America) | NM                         | Sem marca (No mark)                       |   |                                      |